# 拉塞爾縣 (維吉尼亞州)
拉塞爾县（英語：Russell County）是美國維吉尼亞州西南部的一個縣。面積1,235平方公里。根據美國2000年人口普查，共有人口30,308人。縣治黎巴嫩（Lebanon）。
成立於1785年10月17日，1786年5月1日生效。縣名紀念在美國獨立戰爭和蒂帕卡努之役作戰過的威廉·拉塞爾上校。